# Jean André
Jean André (1662 – 1753) byl francouzský umělec, malíř a mnich.

## Životopis
Narodil se v Paříži. V roce 1679, ve svých 17 letech, se stal dominikánem. Následně odešel do Říma, kde studoval díla Michelangela Buonarrotiho a Raphaela. Jeho učitelem byl barokní malíř Carlo Marattiho. 

Po návratu do Francie maloval na zakázky dominikánských klášterů po celé Francii (pro kostel v Bordeaux namaloval zhruba deset obrazů, pro kostel v Grenoblu asi patnáct).

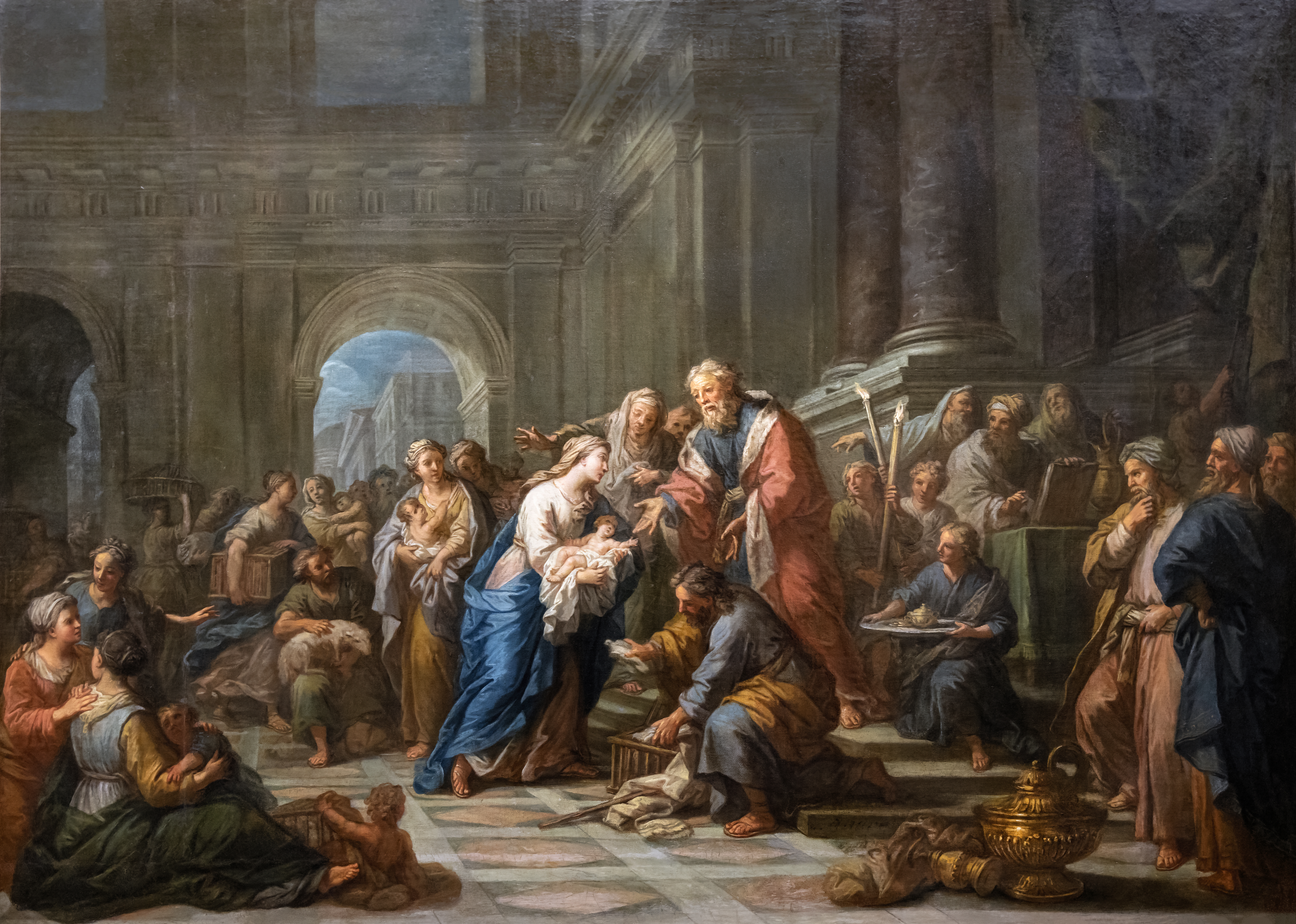
Představení Ježíše v chrámu, Musée des Beaux-Arts d'Agen.

André maloval především portréty a výjevy z historie, kterou se často při své tvorbě inspiroval. Ovlivnil ho rovněž i francouzský malíř Charles de La Fosse. Mezi nejznámější Andréova díla patří Svátek farizeů, jenž se nachází v  dominikánském kostele ve francouzském Lyonu, Svatba v Káně  a Klanění králů. 
Některá Andréova díla byla často zaměňována s díly malíře Jeana Andrého, který ale působil v Provence.
Jean André zemřel v Paříži roku 1753.

## Seznam děl
- Představení Ježíše v chrámu
- Klanění andělů Nejsvětějšímu Srdci Páně
- Navštívení, 1716
- Apoteóza svatého Františka Saleského
- Zmrtvýchvstání, 1720
- Svatý Dominik přijímající růženec z rukou Panny Marie, 1712
- Extáze svatého Tomáše Akvinského, 1714
- Umučení svatého Petra z Verony, 1718
- Svatý Hyacint kráčející po vodách Dněpru, 1731
- Svatý Rajmund z Penafortu, 1732
- Svatý Pius V. mající vizi bitvy u Lepanta, 1733
- Zvěstování, 1735
- Navštívení
- Extáze svaté Kateřiny Sienské, 1716
- Poutníci do Emauz, 1741
- Svatá Růže z Limy adorující Dítě Ježíše, 1734
- Svatý Vincenc de Paul vzatý do nebe, 1731–1732
- Poutníci do Emauz, 1725
- Sestup z kříže
- Vzkříšení, 1718
- Uzdravení slepého
- Vjezd Krista do Jeruzaléma
- Svatba v Káně Galilejské
- Jídlo v Šimonově domě
- Lámání chleba
- Kristův křest
- Vzkříšení Lazara
- Smrt Panny Marie
- Kristus obsluhovaný anděly
- Svatá rodina se svatým Janem Křtitelem a svatou Alžbětou, 1721
- Svatý Dominik přijímající růženec, 1728
- Svátek farizeů
- Ukřižování, 1740
- Vražda svatého Petra z Verony, 1748
- Klanění mudrců
- Ježíš vyhánějící prodavače z chrámu
- Narození Ježíše
- Svatý Ludvík přijímající svatou korunu Kristovu
- Ježíš a jeho učedníci
- Smrt svatého Josefa
- Smrt Ježíše Krista na kříži
- Františkánští řeholníci při modlitbě v krajině
- Svatý Antonín Paduánský při modlitbě v poušti
- Vidění světce
- Poutníci do Emauz, verze z roku 1700
- Svatý Ludvík dostávající trnovou korunu[3][4]
- Ježíš s Martou a Marií, 1694
- Umučení svatého Andéola
- Nanebevzetí Panny Marie
- Umučení svatého Petra z Verony, 1714
- Ustavení růžence, 1726
- Svatý Pius V. při modlitbě během bitvy u Lepanta, 1711
- Ukřižování
- Autoportrét, Versailles